# 에민 애흐매도프
에민 비다디 오글루 애흐매도프(아제르바이잔어: Emin Vidadi oğlu Əhmədov, 1986년 10월 6일 ~ )는 아제르바이잔의 레슬링 선수이다. 아제르바이잔 레슬링 선수권 대회에서 금메달 2개, 동메달 6개를 획득했으며, 2012년에 영국 런던에서 열린 2012년 하계 올림픽에 참가하여 그레코로만형 -74kg급 부문에서 동메달을 획득하였다. 이 공로로 테레기 메달을 받았다.